# Piggies
A Piggies egy dal, amely a The Beatles együttes 1968-as az azonos nevet viselő albumán jelent meg. A dal szerzője George Harrison. 
Harrison a dal szövegét már 1966-ban, a Revolver album munkálatai alatt elkezdte írni. A dallal egy társadalom kritikát fogalmaz meg a kapitalizmus, a fogyasztói társadalom és a gazdag emberek életmódjával kapcsolatban. A disznók szimbolizálják a gazdag embereket. (A dal témájával George Orwell 1945-ös Állatfarm című könyvére utalás) A dal szövege 1968-ban nyerte el végleges formáját, amikor is Harrison édesanyja, Louise French valamint John Lennon is besegített pár sorral. A dallama pedig a barokk zene és gyerekdal bizarr keveréke. Eredetileg a dalt G-dúr hangszerelésben íródott (ez hallható az Anthology 3 albumon megjelent változaton is), de később át lett írva Asz-dúrba (bár a vairspeed keverésnél lett felgyorsítva).
A dalt 1968 őszén rögzítették. Először az Abbey Road 1-es stúdiójában rögzítettek, de egy klasszikus darab felvételei miatt átköltöztek a 2-es stúdióba. Chris Thomas itt elkezdett csemballón játszani, aminek Harrison annyira megörült, hogy felkérte, hogy a dal felvételeinél is játsszon. Szeptemberben került rögzítésre a zenei alap, melyen Harrison akusztikus gitáron, Paul McCartney basszusgitáron, Ringo Starr tamburinon játszott. Lennon pedig az EMI stúdiójából disznóhorkntások és röfögések felvételeit gyűjtötte össze. A dalon Harrison énekhangját ADT-vel duplázták meg. A dal második felében (00:58-tól 01:03-ig) hangját orrhangra szűrték. Október 10-én pedig rögzítésre került a szimfonikus sáv, melyen nyolc meghívott zenész vett részt (négy hegedű, két mélyhegedű és kt cselló művész).
A dalt (hasonlóan az album többi dalához) Charles Manson félreértelmezte és egy forradalom eljövendölésének látta. Az 1969. augusztus 9-10. közötti Tate–LaBianca gyilkosságoknál gyilkostársai Leon LaBianca holtteste felett vérrel azt írták (utalva a dalra), hogy "Death to Pigs" (Halál a Disznókra!). A dalt később Harrison újból előadta 1991-es japán koncertjén, amiben egy a próbákon kimaradt sort is felhasznált ("Everywhere there’s lots of piggies/Playing piggie pranks/You can see them on their trotters/At the piggy banks/Paying piggy banks/To thee pig brother."), majd az 1992-es Royal Albert Hall-ban előadott koncertnél is elénekelte. A dalra van utalás az 1995-ös Free as a Bird videóklipben.

## Közreműködött
Ian MacDonald szerint:

### The Beatles
- George Harrison – ének, gitár
- John Lennon – szaaghurok
- Paul McCartney – basszusgitár
- Ringo Starr – csörgődob

### További előadók
- Chris Thomas – csembaló
- Henry Datyner, Eric Bowie, Norman Lederman, Ronald Thomas – hegedű
- John Underwood, Keith Cummings – brácsa
- Eldon Fox, Reginald Kilby – gordonka